# Табула
Табула (лат. Tabula) е вид игра на дъска, възникнала в Древен Рим и считаща се за първообраз на съвременната табла. Названието табула идва от латинското дъска тъй като се играела на специална дъска.

## История
Играта табула датира от няколко века преди новата ера и идва от Duodecim Scriptorum. Носи и черти на египетския Сенет, който датира от поне 3000 г. пр.н.е. и е предшественика на Duodecim Scriptorum.
Табула е била хазартна игра, към която е бил много привързан римския император Клавдий. Около 50 г. той написал история на играта, която обаче не е оцеляла. Неговата императорска колесница е била оборудвана с дъска за игра, за да може да играе докато пътува.
Табула е една от игрите, основни виновници за хазартната мания, обхванала Рим преди хазарта да бъде забранен по време на Републиката. Глобата за хазарт по всяко време, освен по време на Сатурналиите, била четирикратния залог, въпреки че този закон бил слаб и не се прилагал много.
Най-ранното оцеляло описание на табула е в епиграма на византийския император Зенон от 480 от н.е., в която се описва как от силна позиция Зенон изпада в лоша ситуация след злощастен зар. Правилата на Табула са възстановени през 19 век въз основа на тази епиграма.

## Правила
1. Играело се е на дъска, като на днешната табла. Всеки от играчите има по 15 пула.
2. В началото на играта всеки от играчите хвърля по 1 зар. Този, чиито зар е по-голям почва играта.
3. Всички пулове влизат в игра от позиция 1 и се въртят по посока, обратна на часовниковата стрелка. И за двамата играчи началната позиция е една и съща.
4. Играе се с три зара, като всеки зар определя хода на от 1 до 3 пула. Ако играчът има примерно 5-4-3, може да придвижи единия си пул с 5 напред, втория си с 4 напред, а 3-тия – с 3, но може да мести и само 1 пул напред с 12, стига междинните позиции (тези на които ще „стъпи“) да са свободни.
5. Всяко хвърляне, което не може да се отиграе, се губи, но играчът може да използва общата стойност на своето хвърляне, ако е възможно. Зенон изпада в неприятната ситуация именно заради това правило.
6. Ако играч постави пула си на място, където има противников пул, другия пул е ударен, излиза от играта и трябва да бъде вкаран в нея отначало.
7. Ако играч има два или повече пула на една позиция, тази позиция е недостъпна за противниковия играч.
8. Никой играч не може да стигне до втората половина на дъската, ако не си е вкарал в игра всички пулове.

## Разлики с таблата
1. Пуловете се вкарват в играта, а не са предварително наредени на дъската.
2. И двамата играчи имат една и съща начална точка, от която вкарват в игра пуловете. От една и съща четвърт на дъската и вземат съответно пуловете в края на играта.
3. Играе се с 3, а не с 2 зара.
4. Няма чифтове. Всеки зар се играе за себе си.
5. Не може да се движиш във втората половина на дъската, ако не си вкарал всички пулове в игра.